# لئوناردز (ویسکانسین)
لئوناردز (به انگلیسی: Leonards) یک منطقهٔ مسکونی در ایالات متحده آمریکا است که در شهرستان بیفیلد، ویسکانسین واقع شده‌است. لئوناردز ۳۹۸٫۰۷ متر بالاتر از سطح دریا واقع شده‌است.